# برت مک‌کلور
برت مک‌کلور (به انگلیسی: Brett McClure) ژیمناست زادهٔ ۱۹ فوریهٔ ۱۹۸۱ میلادی اهل کشور ایالات متحده آمریکا است.